# Гайгер, Рут
Рут Гайгер (нем. Ruth Geiger; 30 января 1923, Вена — 21 февраля 2016, Нью-Йорк) — американская пианистка австрийского происхождения.

## Биография
Училась в Вене у Юлия Исерлиса и Ханса Галя, затем с 1938 года в Джульярдской школе в Нью-Йорке у Иосифа Левина. 
В 1943 году стала одной из победительниц Наумбурговского конкурса молодых исполнителей, в следующем году окончила Джульярд и дебютировала 29 октября в нью-йоркском Таун-холле, а также начала концертировать по программе Национальной музыкальной лиги. 
В феврале 1945 года приняла участие в серии еженедельных «Победных концертов» (англ. Victory Concerts), проводившейся в Нью-Йоркской публичной библиотеке для военнослужащих и транслировавшейся по Нью-Йоркскому общественному радио.
В дальнейшем концертировала как солистка в США и, начиная с 1957 года, в европейских странах: Швеции, Нидерландах, Бельгии, Швейцарии, Австрии, Великобритании. В 1959 году в Уигмор-холле, среди прочего, впервые в Лондоне исполнила сонатину Антонио Веретти. Сыграла все фортепианные сонаты Франца Шуберта для концертов по трансляции Базельского радио, записала сонату до минор D. 958 (из трёх последних сонат). Рецензент нью-йоркского концерта Гайгер 1985 года характеризует её как «уверенную, серьёзную и технически грамотную пианистку», хотя и сетует на некоторую сухость и дидактичность её манеры. Вела также педагогическую работу, в 1971 г. провела мастер-класс в Университете Сассекса. На протяжении трёх десятилетий (до 1998 года) была постоянной пианисткой музыкального фестиваля в Суоннаноа (Северная Каролина).